# 867년

## 연호
- 당(唐) 함통(咸通) 8년
- 일본(日本) 조간(貞観) 9년

## 기년
- 당(唐) 의종(懿宗) 8년
- 신라(新羅) 경문왕(景文王) 7년
- 발해(渤海) 대건황(大虔晃) 10년

## 사건
- 12월 14일 - 교황 하드리아노 2세, 106대 로마 교황으로 취임.

## 탄생
- 후백제(後百濟) 초대 국왕(國王) 견훤(甄萱)

## 사망
- 11월 13일 - 교황 니콜라오 1세, 105대 로마 교황.